# Glickenhaus SCG 003
La Glickenhaus SCG 003, chiamata anche Scuderia Cameron Glickenhaus SCG 003 o SCG 003, (nome in codice P33) è una autovettura sportiva ad alte prestazioni progettata e costruita partire dal 2015 dalla casa automobilistica statunitense Scuderia Cameron Glickenhaus.

## Profilo e contesto
Annunciata per la prima volta con il nome di P33 nel 2013, l'SCG 003 ha debuttato nel 2015 al Salone di Ginevra. L'ex designer Pininfarina Paolo Garella è stato incaricato per l'ingegnerizzazione della vettura, mentre lo studio torinese di design Granstudio per lo sviluppo degli esterni e degli interni. L'assemblaggio è a Rivalta di Torino presso la Manifattura Automobili Torino.
Il 18 luglio 2017 la Scuderia Cameron Glickenhaus ha ricevuto l'approvazione da parte della NHTSA, nel produrre alcuni esemplari che non devono sottostare agli standard federali di crash test e all'obbligo di essere dotati di airbag, ma comunque di rispettare le normative sulle emissioni e sulla sicurezza nello stato americano in cui vengono omologate.
Della vettura sono state realizzate tre varianti: la SCG 003C, SCG 003CS e SCG 003S. La SCG 003C è visone da competizione, la SCG 003CS è la versione per utilizzo in pista e la SCG003S quella stradale.

## Descrizione e tecnica
La versione da corsa denominata SCG 003C (in cui la C sta prr Competizione) è alimentata da un motore V6 biturbo da 3,5 litri di derivazione Honda e modificato per erogare una potenza massima di 500 CV (373 kW) secondo i regolamenti FIA. Il motore è stato elaborato dalla Autotechnica Motori d'Italia. L'auto ha anche un peso di 1350 kg come richiesto dai regolamenti FIA.
La variante stradale SCG 003S (in cui la S indica "Stradale" Strada), è alimentato da un motore BMW V8 biturbo da 4,4 litri elaborato per generare una potenza massima di 750 CV (559 kW) e 800 Nm di che le consentono di accelerare da ferma a 60 mph in 3 secondi. Grazie alle sue caratteristiche aerodinamiche, l'auto genera una deportanza di 700 kg a una velocità di 249 km/h. La 003S è in grado di raggiungere un'accelerazione laterale di 2 G. Il telaio è realizzato in fibra di carbonio e utilizza una cambio sequenziale a doppio frizione a 7 velocità.
Lo 003CS è un modello intermedio tra la 003C e la 003S (dove la sigla CS sta per "Competizione Stradale"), ha la stessa potenza della 003S e utilizza lo stesso motore ma ha uno specifico alettone posteriore in fibra di carbonio, altri parti e componenti aerodinamiche dedicate e pesa 1179 kg. La 003CS è pensata per essere utilizzata in pista.

## Attività sportiva

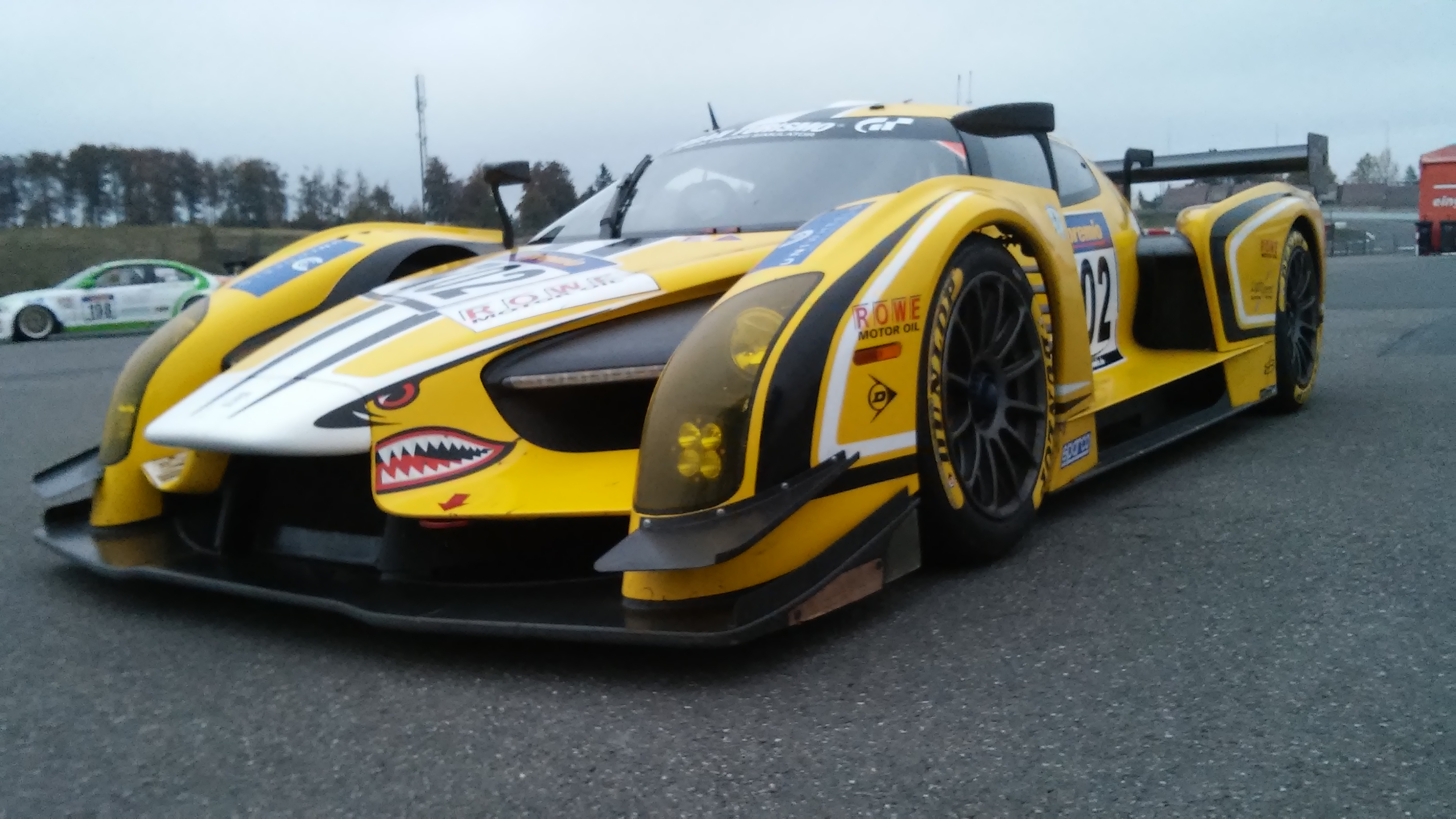
SCG 003CS alla VLN DMV 250-Meilen-Rennen

Dall'introduzione dell'SCG 003C nel 2015, la vettura ha gareggiato nella 24 Ore del Nürburgring e in varie gare del VLN Nürburgring nelle stagioni 2015–2017.
Nel settembre 2016, la SCG e Traum Motorsport hanno aperto alla possibilità di utilizzare la vettura a piloti-clienti, nelle gare DMV GT, Touring Car Cup (DMV-GTC) 2016 e Dunlop 60 a Zolder.
La SCG 003C ha gareggiato con i piloti Lorenzo Bontempelli e Beniamino Caccia all'International GT Open 2016 nell'evento di Monza.
Il 27 maggio 2017, durante le qualifiche per la 24 Ore del Nurburgring, la Scuderia Cameron Glickenhaus ha partecipato con la SCG 003C GT3 messa a punto dal Traum Motorsport, pilotata dal americano Jeff Westphal percorrendo il circuito del Nordschleife in 6:33.20.